# Kováčovce
Kováčovce, ungarisch Szécsénykovácsi (ungarisch nach 1945 auch Ipoly-Kovácsi) ist eine kleine Gemeinde im Süden der Slowakei, mit 300 Einwohnern (Stand 31. Dezember 2024). Sie gehört zum Okres Veľký Krtíš, einem Kreis des übergeordneten Bezirks Banskobystrický kraj.

## Geographie
Die Gemeinde liegt im Talkessel Ipeľská kotlina, einem Unterteil der Juhoslovenská kotlina, an einer Schleife des Grenzflusses Ipeľ (ung. Ipoly), als der Fluss seine Richtung vom Süden nach Westen ändert. Kováčovce ist acht Kilometer vom ungarischen Szécsény und 23 Kilometer von Veľký Krtíš entfernt.
Verwaltungstechnisch gliedert sich die Gemeinde in Gemeindeteile Kováčovce und Peťov (1898 eingemeindet, ungarisch Pető).

## Geschichte
Der Ort wurde zum ersten Mal 1295 als Koachy schriftlich erwähnt. Der Name leitet sich von der Tatsache, dass die ersten Einwohner Schmiede (slow. kováč = ung. kovács) waren, ab. Kováčovce gehörte zum Herrschaftsgut der nahen Stadt Szécsény, daher auch der ungarische Prädikat. Die Einwohner waren vor allem in Landwirtschaft, Gemüseanbau und Weinbau beschäftigt, was bis heute der Fall ist.
Bis 1919 gehörte der Ort im Komitat Neograd zum Königreich Ungarn und kam danach zur Tschechoslowakei. 1938–45 lag er auf Grund des Ersten Wiener Schiedsspruchs noch einmal in Ungarn.
Der slowakische Ort Fiľakovské Kováče trug bis 1927 ebenfalls den offiziellen Namen Kováčovce.

## Bevölkerung
| Jahr                | 1994 | 2004    | 2014    | 2024     |
| ------------------- | ---- | ------- | ------- | -------- |
| Anzahl der Personen | 415  | 377     | 365     | 300      |
| Unterschied         |      | −9,15 % | −3,18 % | −17,80 % |

| Jahr                | 2023 | 2024    |
| ------------------- | ---- | ------- |
| Anzahl der Personen | 301  | 300     |
| Unterschied         |      | −0,33 % |